# 謝比涅
47°11′48″N 31°51′28″E / 47.19667°N 31.85778°E
謝比涅（烏克蘭語：Себине）是位於烏克蘭南部尼古拉耶夫州裏尼古拉耶夫區的村莊，始建於1792年，面積2.94平方公里，海拔高度12米，人口1,330，人口密度每平方公里508.2人。